# Дени Ландзаат
Дени Домингус Ландзаат (на нидерландски: Denny Domingoes Landzaat) е холандски футболист, национал. Играч е от 2008 г. на холандския Фейенорд. През август 2010 преминава във ФК Твенте.